# Isonandra perrottetiana
Isonandra perrottetiana är en tvåhjärtbladig växtart som beskrevs av A.Dc. Isonandra perrottetiana ingår i släktet Isonandra och familjen Sapotaceae. Inga underarter finns listade i Catalogue of Life.